# Vulvoz

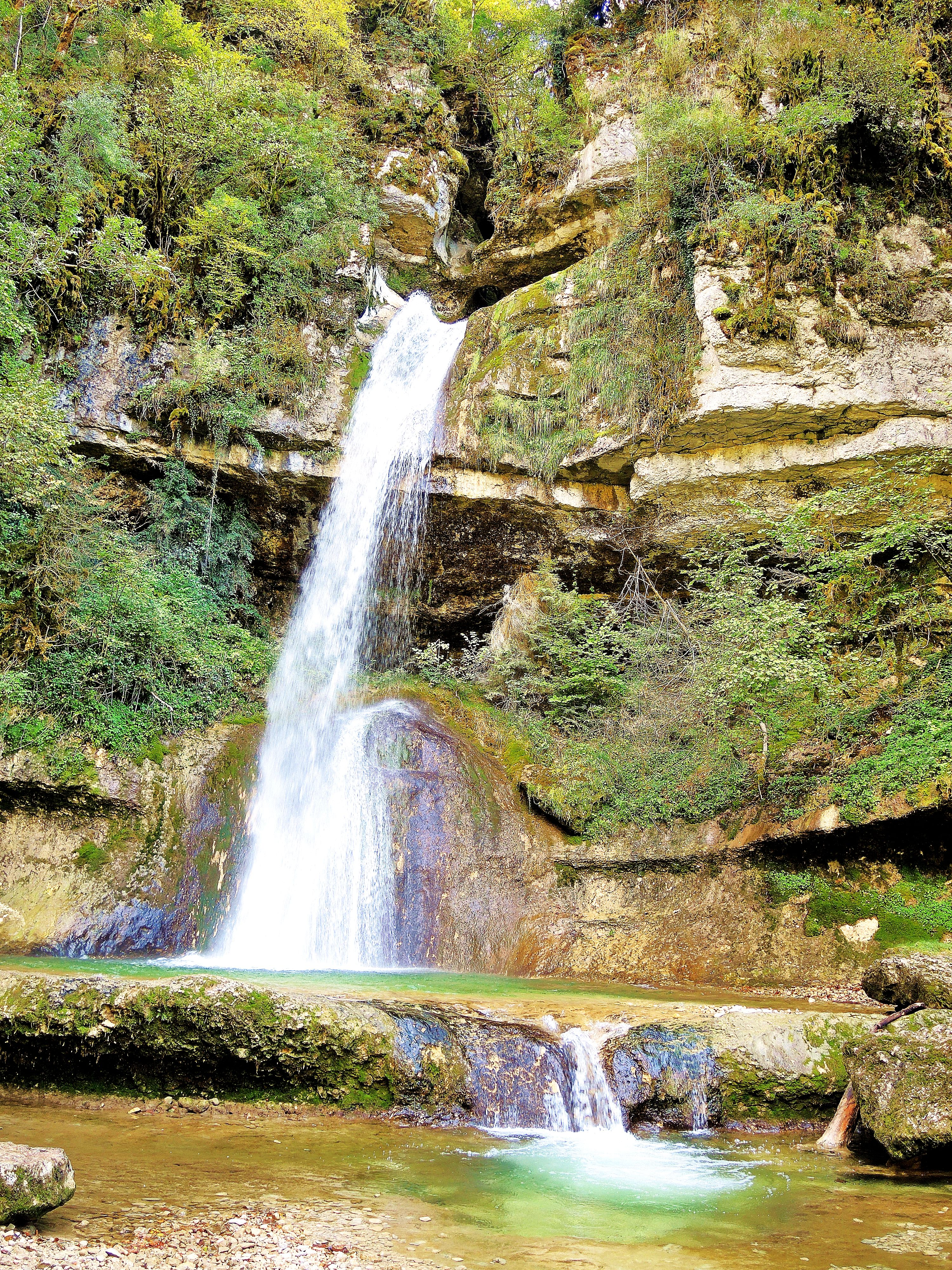
Cascade du moulin.

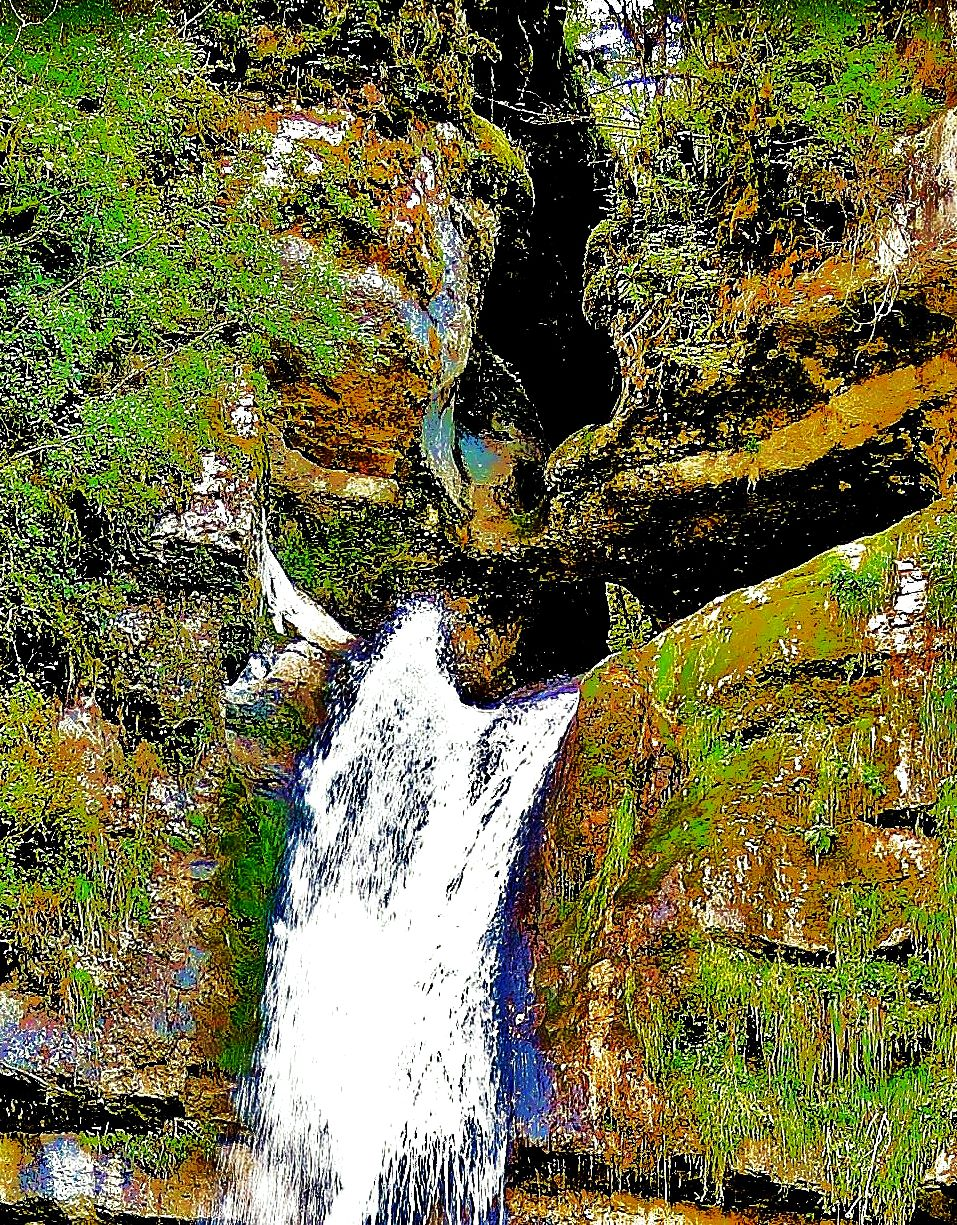
Détail de l'orifice de la cascade du moulin.

Vulvoz est une commune française située dans le département du Jura, dans la région culturelle et historique de Franche-Comté et la région administrative Bourgogne-Franche-Comté.
Avec 17 habitants (2023), Vulvoz est une des plus petites communes du département du Jura, de France, et d'Europe.

## Géographie
Vulvoz se trouve à 8,9 km au sud-ouest de la ville de Saint-Claude, à 
575 m d'altitude.
Le territoire de Vulvoz fait partie du parc naturel régional du Haut-Jura.
La commune est traversée par le ruisseau de la Vulve qui est un affluent de la Bienne. La commune est située dans un cirque et est entourée par la forêt de Moirans.

### Communes limitrophes
Les communes les plus proches (à vol d'oiseau) sont :
- Larrivoire : 1,7 km
- Choux : 3,1 km

### Climat
Pour des articles plus généraux, voir Climat de la Bourgogne-Franche-Comté et Climat du département du Jura.
En 2010, le climat de la commune est de type climat de montagne, selon une étude du Centre national de la recherche scientifique s'appuyant sur une série de données couvrant la période 1971-2000. En 2020, Météo-France publie une typologie des climats de la France métropolitaine dans laquelle la commune est exposée à un climat de montagne ou de marges de montagne et est dans la région climatique  Jura, caractérisée par une forte pluviométrie en toutes saisons (1 000 à 1 500 mm/an), des hivers rigoureux et un ensoleillement médiocre. 
Pour la période 1971-2000, la température annuelle moyenne est de 9,3 °C, avec une amplitude thermique annuelle de 17 °C. Le cumul annuel moyen de précipitations est de 1 632 mm, avec 11,5 jours de précipitations en janvier et 9,1 jours en juillet. Pour la période 1991-2020, la température moyenne annuelle observée sur la station météorologique de Météo-France la plus proche, « La Pesse », sur la commune de La Pesse à 6 km à vol d'oiseau, est de 6,9 °C et le cumul annuel moyen de précipitations est de 1 659,9 mm. 
La température maximale relevée sur cette station est de 33,5 °C, atteinte le 24 juillet 2019 ; la température minimale est de −23,4 °C, atteinte le 5 février 2012,,. 
Les paramètres climatiques de la commune ont été estimés pour le milieu du siècle (2041-2070) selon différents scénarios d'émission de gaz à effet de serre à partir des nouvelles projections climatiques de référence DRIAS-2020. Ils sont consultables sur un site dédié publié par Météo-France en novembre 2022.

## Urbanisme

### Typologie
Au 1er janvier 2024, Vulvoz est catégorisée commune rurale à habitat très dispersé, selon la nouvelle grille communale de densité à sept niveaux définie par l'Insee en 2022.
Elle est située hors unité urbaine. Par ailleurs la commune fait partie de l'aire d'attraction d'Oyonnax, dont elle est une commune de la couronne,. Cette aire, qui regroupe 40 communes, est catégorisée dans les aires de 50 000 à moins de 200 000 habitants,.

### Occupation des sols
L'occupation des sols de la commune, telle qu'elle ressort de la base de données européenne d’occupation biophysique des sols Corine Land Cover (CLC), est marquée par l'importance des forêts et milieux semi-naturels (85,7 % en 2018), une proportion identique à celle de 1990 (85,7 %). La répartition détaillée en 2018 est la suivante : 
forêts (85,7 %), prairies (14,3 %). L'évolution de l’occupation des sols de la commune et de ses infrastructures peut être observée sur les différentes représentations cartographiques du territoire : la carte de Cassini (XVIIIe siècle), la carte d'état-major (1820-1866) et les cartes ou photos aériennes de l'IGN pour la période actuelle (1950 à aujourd'hui).

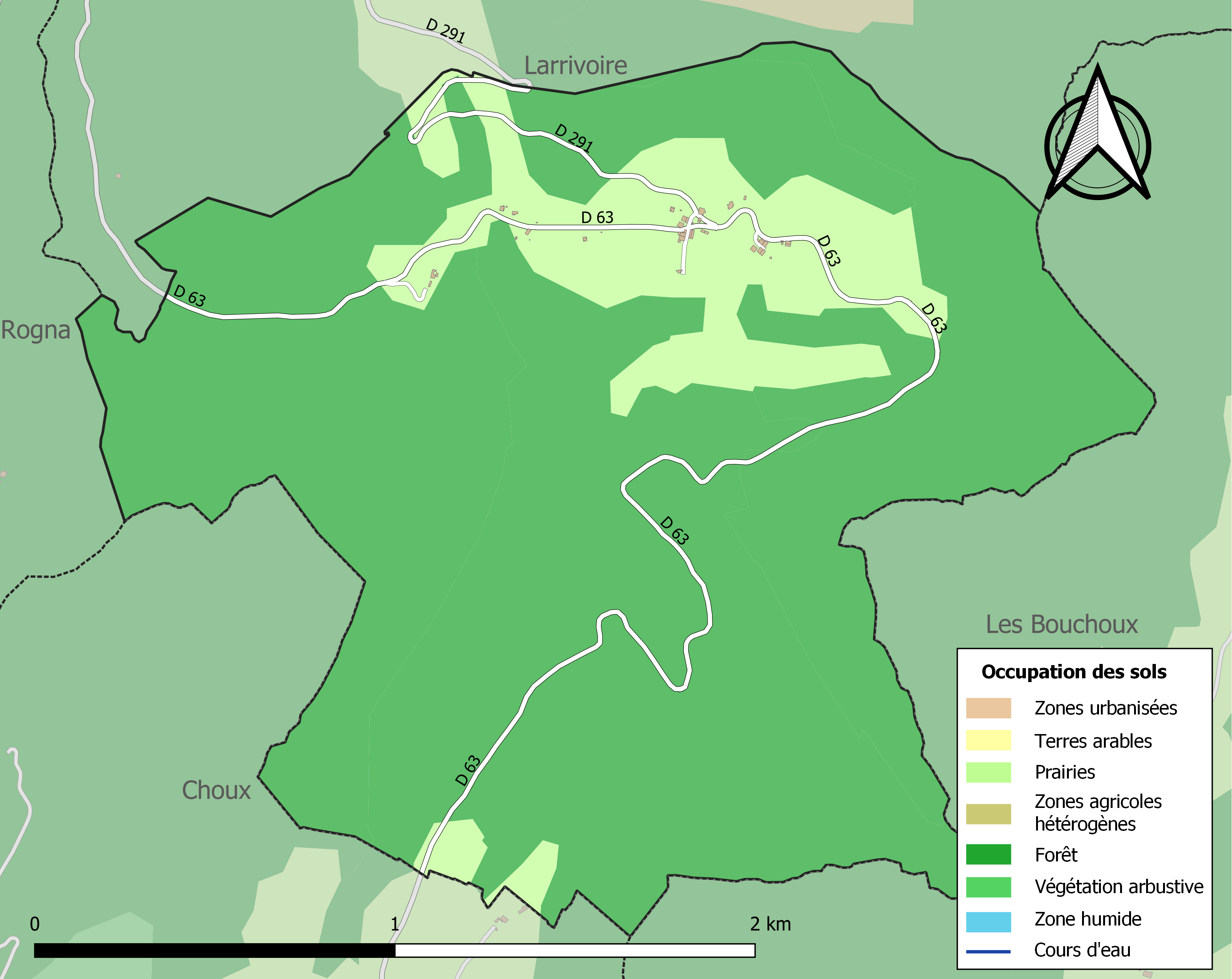
Carte des infrastructures et de l'occupation des sols de la commune en 2018 (CLC).

## Histoire
Au XIIIe siècle, Vulvoz était une possession de l'abbaye de Saint-Claude.

## Politique et administration
| Période | Période  | Identité            | Étiquette | Qualité   |
| ------- | -------- | ------------------- | --------- | --------- |
| 1977    | 2014     | Christiane Burdet , |           | Retraitée |
| 2014    | En cours | Daniel Jacquenod    |           | Retraité  |

## Nom des habitants
Les habitants de Vulvoz sont appelés Vulvoziens.

## Démographie
L'évolution du nombre d'habitants est connue à travers les recensements de la population effectués dans la commune depuis 1793. Pour les communes de moins de 10 000 habitants, une enquête de recensement portant sur toute la population est réalisée tous les cinq ans, les populations de référence des années intermédiaires étant quant à elles estimées par interpolation ou extrapolation. Pour la commune, le premier recensement exhaustif entrant dans le cadre du nouveau dispositif a été réalisé en 2008.

En 2022, la commune comptait 22 habitants, en évolution de +15,79 % par rapport à 2016 (Jura : −0,81 %, France hors Mayotte : +2,11 %).
| 1793 | 1800 | 1806 | 1821 | 1831 | 1836 | 1841 | 1846 | 1851 |
| ---- | ---- | ---- | ---- | ---- | ---- | ---- | ---- | ---- |
| 121  | 117  | 110  | 111  | 124  | 140  | 129  | 120  | 135  |

| 1856 | 1861 | 1866 | 1872 | 1876 | 1881 | 1886 | 1891 | 1896 |
| ---- | ---- | ---- | ---- | ---- | ---- | ---- | ---- | ---- |
| 135  | 126  | 114  | 108  | 109  | 96   | 84   | 83   | 101  |

| 1901 | 1906 | 1911 | 1921 | 1926 | 1931 | 1936 | 1946 | 1954 |
| ---- | ---- | ---- | ---- | ---- | ---- | ---- | ---- | ---- |
| 101  | 92   | 77   | 66   | 50   | 60   | 59   | 53   | 53   |

| 1962 | 1968 | 1975 | 1982 | 1990 | 1999 | 2006 | 2008 | 2013 |
| ---- | ---- | ---- | ---- | ---- | ---- | ---- | ---- | ---- |
| 40   | 33   | 16   | 12   | 11   | 16   | 17   | 17   | 15   |

| 2018 | 2022 | - | - | - | - | - | - | - |
| ---- | ---- | - | - | - | - | - | - | - |
| 21   | 22   | - | - | - | - | - | - | - |

Avec 16 habitants (1999), Vulvoz est une des plus petites communes du département du Jura et d'Europe.
Le nombre d'habitants a fortement diminué au cours du XXe siècle (101 personnes en 1901). La population a peu évolué depuis 1970.

## Économie et infrastructures
Vulvoz était, au XXe siècle, essentiellement tourné vers l'agriculture (production laitière et sylviculture).
L'énergie hydraulique du ruisseau du village a été utilisée très tôt pour l'exploitation d'un moulin.
Aujourd'hui, les nouveaux habitants vivent principalement de l'activité dans le [secteur tertiaire].
Les anciennes familles n'ont quant à elles gardé leurs maisons que comme résidences secondaires.
Le village est situé loin des grandes routes de passage. La route de Samiat relie Vulvoz à Larrivoire et la route de Choux relie Vulvoz à Choux. Enfin la route de Molinges relie Vulvoz à la vallée de la Bienne.
L'initiation au canyoning se développe dans les cascades de la commune.

## Lieux et monuments
Plusieurs constructions des XIXe et XXe siècles ont fait l'objet d'un inventaire patrimonial.